# Jacques de Gouy

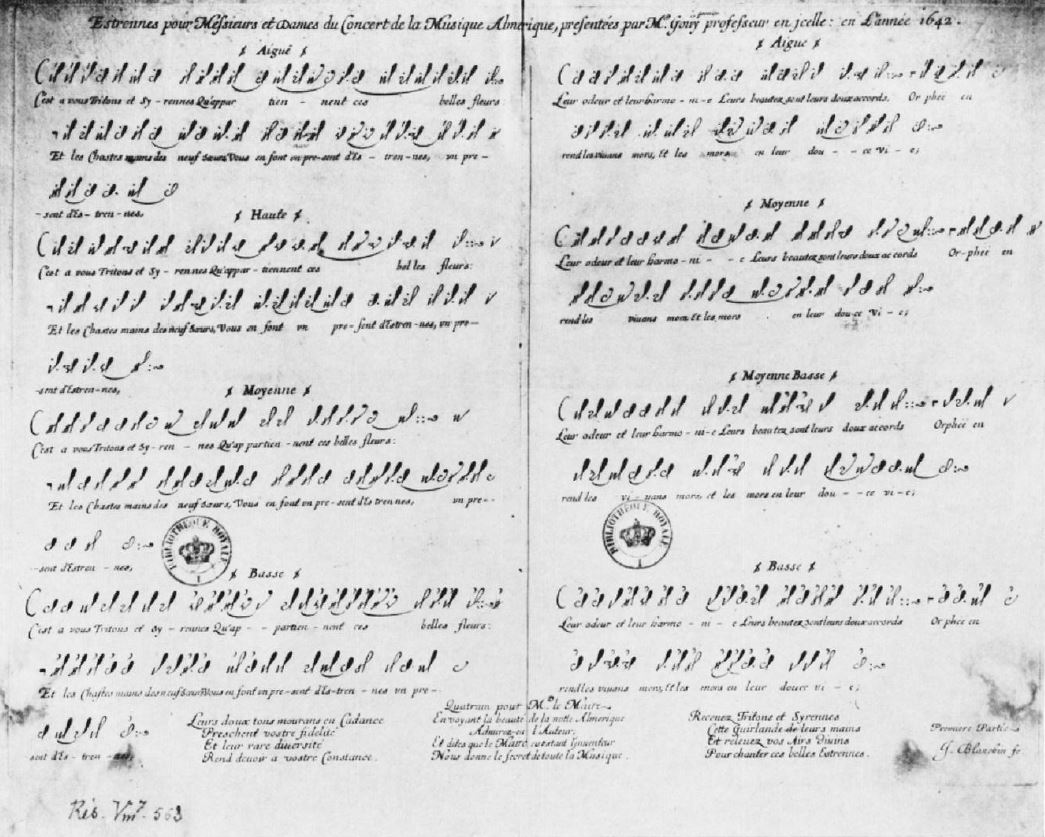
Compositie van De Gouy in de Estrennes (...) almeriques (1642)

Jacques de Gouy († na 1650) was een Franse componist.

## Levensloop
Het is niet bekend wanneer De Gouy is geboren. Hij was afkomstig uit een van oorsprong Nederlandse familie en was kanunnik in Embrun. Overigens woonde De Gouy in Parijs, waar hij actief betrokken was bij het muziekleven en contacten had met musici als Étienne Moulinié.

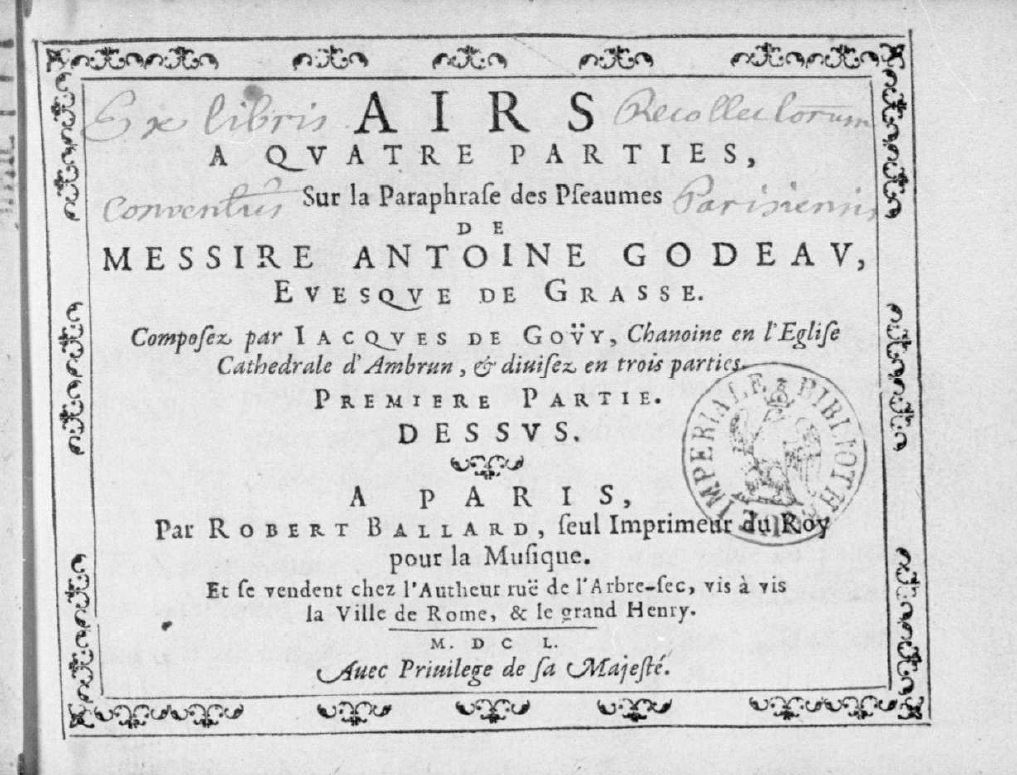
Titelblad van de Airs uit 1650

De Gouy stond positief tegenover het door Jean Le Maire ontwikkelde systeem musique almérique. Dit systeem bood een nieuwe manier om muziek mee te noteren. De Gouy paste het systeem toe bij een speciaal hiervoor geschreven vierdelige compositie. In 1642 werd deze compositie opgenomen in de bundel Estrennes pour messieurs et dames du concert de la musique almérique.
De sterfdatum van De Gouy is onbekend. Hij zal pas na 1650 zijn overleden.

## Werken
Als componist heeft De Gouy meerdere composities geschreven, maar het meeste is verloren gegaan, waaronder zijn airs en motetten. Ook het onderwijsboek Table en faveur des ecclésiastiques, pour apprendre facilement le plain-chant selon l’art de l’incomparable M. Le Maire is niet bewaard gebleven.

### Airs à quatre parties
In 1648 bracht bisschop Antoine Godeau het religieuze dichtwerk Paraphrase des Pseaumes de David uit. De Gouy zette 150 psalmen uit dit dichtwerk op muziek en gaf in 1650 de eerste 50 stuks uit in de muziekbundel Airs à quatre parties sur la Paraphrase des pseaumes de Godeau. Zijn composities vielen echter niet in goede aarde: ze waren te academisch en stonden te ver af van Godeaus bedoelingen. De Gouy kreeg dan ook geen toestemming om de resterende 100 composities te publiceren.
In 1691 volgde in Amsterdam een heruitgave van de bundel. Waarschijnlijk hield dit verband met de Franse hugenoten die na de herroeping van het Edict van Nantes in 1685 naar Nederland waren gevlucht. 